# Suldaan Said Ahmed
Suldaan Said Ahmed, född 12 februari 1993 i Mogadishu, är en finländsk politiker som är riksdagsledamot för Vänsterförbundet.
Said Ahmed föddes i Somalia och kom till Finland år 2008. Han blev Helsingfors stadsfullmäktige år 2017 och riksdagsledamot i september 2021 efter Paavo Arhinmäki valts till biträdande borgmästare i Helsingfors.
Suldaan Said Ahmed är bror till somaliska landslagsfotbollsspelaren Ahmed Said Ahmed och Abdulkadir Said Ahmed.